# رقص محلی قفقازی (فیلم)
رقص محلی قفقازی (ترکی آذربایجانی: Qafqaz Rəqsi) یک فیلم صامت و کوتاه آذربایجانی به کارگردانی الکساندر میشون است که در سال ۱۸۹۸ منتشر شد. این فیلم در ۲ اوت ۱۸۹۸ منتشر شد.